# FIA European Rallycross Championship 2018
Die FIA European Rallycross Championship 2018 war die 43. Auflage der Rallycross-Europameisterschaft. Sie wurde vom 13. April bis zum 13. Oktober 2018 ausgetragen.

## Rennkalender und Ergebnisse
| Runde | Rennen (Strecke)                                    | Datum                   | Kategorien | Sieger          | Fahrzeug        | Team                |
| ----- | --------------------------------------------------- | ----------------------- | ---------- | --------------- | --------------- | ------------------- |
| 1     | Euro RX of Barcelona Circuit de Barcelona-Catalunya | 13.–14. April           | Supercar   | Reinis Nitišs   | Ford Fiesta     | Set Promotion       |
| 1     | Euro RX of Barcelona Circuit de Barcelona-Catalunya | 13.–14. April           | Super1600  | Artis Baumanis  | Škoda Fabia     | Volland Racing      |
| 2     | Euro RX of Portugal Pista Automóvel de Montalegre   | 26.–27. April           | Super1600  | Artis Baumanis  | Škoda Fabia     | Volland Racing      |
| 3     | Euro RX of Belgium Circuit Jules Tacheny            | 10.–11. Mai             | Supercar   | Anton Marklund  | Volkswagen Polo | Marklund Motorsport |
| 3     | Euro RX of Belgium Circuit Jules Tacheny            | 10.–11. Mai             | TouringCar | Fredrik Salsten | Citroën DS3     | Salsten Racing      |
| 4     | Euro RX of Norway Lånkebanen                        | 7.–8. Juni              | Super1600  | Jesse Kallio    | Renault Twingo  | Set Promotion       |
| 4     | Euro RX of Norway Lånkebanen                        | 7.–8. Juni              | TouringCar | Daniel Holten   | Ford Fiesta     | Daniel Holten       |
| 5     | Euro RX of Sweden Höljesbanan                       | 30. Juni–1. Juli        | Supercar   | Reinis Nitišs   | Ford Fiesta     | Set Promotion       |
| 5     | Euro RX of Sweden Höljesbanan                       | 30. Juni–1. Juli        | TouringCar | Steve Volders   | Ford Fiesta     | N.R. Trommelke vzw  |
| 6     | Euro RX of France Circuit de Lohéac                 | 31. August–1. September | Supercar   | Cyril Raymond   | Peugeot 208     | Cyril Raymond       |
| 6     | Euro RX of France Circuit de Lohéac                 | 31. August–1. September | Super1600  | Aydar Nuriev    | Škoda Fabia     | Volland Racing      |
| 7     | Euro RX of Latvia Biķernieku Kompleksā Sporta Bāze  | 14.–15. September       | Supercar   | Reinis Nitišs   | Ford Fiesta     | Set Promotion       |
| 7     | Euro RX of Latvia Biķernieku Kompleksā Sporta Bāze  | 14.–15. September       | Super1600  | Rokas Baciuška  | Audi A1         | Volland Racing      |
| 8     | Euro RX of Germany Estering                         | 12.–13. Oktober         | Super1600  | Aydar Nuriev    | Škoda Fabia     | Volland Racing      |

## Gesamtsieger
- Supercar: Reinis Nitišs mit Ford Fiesta
- Super1600: Artis Baumanis mit Škoda Fabia
- TouringCar: Steve Volders mit Ford Fiesta[1]